# Ormaiztegi
Ormaiztegi (em basco e oficialmente) ou Ormáiztegui (em castelhano) é um município da Espanha na província de Guipúscoa, comunidade autónoma do País Basco. Tem 6,77 km² de área e em 2021 tinha 1 248 habitantes (densidade: 184,3 hab./km²).

## Demografia
| Variação demográfica do município entre 1991 e 2004[carece de fontes?] | Variação demográfica do município entre 1991 e 2004[carece de fontes?] | Variação demográfica do município entre 1991 e 2004[carece de fontes?] | Variação demográfica do município entre 1991 e 2004[carece de fontes?] |
| ---------------------------------------------------------------------- | ---------------------------------------------------------------------- | ---------------------------------------------------------------------- | ---------------------------------------------------------------------- |
| 1991                                                                   | 1996                                                                   | 2001                                                                   | 2004                                                                   |
| 1235                                                                   | 1182                                                                   | 1170                                                                   | 1242                                                                   |